# Магдєєв Роман Володимирович
Рома́н Володи́мирович Магдє́єв (народився 17 квітня 1987, Тольятті, СРСР) — білоруський хокеїст, лівий крайній нападник. Виступає за «Металург» (Жлобин) в Білоруській Екстралізі. Майстер спорту.
Вихованець хокейної щколи «Лада» (Тольятті). Виступав за «Лада-2» (Тольятті), «Хімволокно-2» (Могильов), «Хімволокно» (Могильов), ХК «Гомель».
У складі національної збірної Білорусі провів 2 матчі. У складі молодіжної збірної Білорусі учасник чемпіонату світу 2007 (U-20). 
Бронзовий призер чемпіонату Білорусі (2004, 2005). 
Брат: Володимир Магдєєв.